# Баласитс, Август
Август Эрвин Баласитс (пол. August Erwin Bálasits; 28 августа 1844, Коломыя — 15 июля 1918, Львов) — польский юрист, профессор австрийского гражданского процессуального права, ректор Львовского университета в 1891-1892 академическом году.

## Биография
Август Баласитс родился в Коломые в семье Кароля Баласитса и Эмилии из рода Ромбауэр. Учился в гимназиях в Станиславе, Пшемысле и Львове. Изучал право на юридическом факультете Львовского университета и в 1868 году получил докторат.
В 1867-1874 годах работал в Краевой Дирекции Клада, а в 1874-1880 годах — в Прокуратории Клада во Львове, где стал секретарем. В 1873 году благодаря хабилитационной работе «O przysiędze stanowczej według austriackiego prawa w historycznym rozwoju» стал доцентом во Львовском университете. В 1875 году был одним из основателей журнала «Przegląd Sądowy i Administracyjny» (теперь «Przegląd Prawa i Administracji»).
Чрезвычайным профессором стал 9 апреля 1880 года, ординарным 23 августа 1886. По поводу вакансии или болезни профессора, преподавал некоторое время каноническое право, а с 1883 до 1892 австрийское финансовое законодательство. В 1887-1888 и 1901-1902 годах — декан юридического факультета, а в 1891-1892 году академический сенат избрал его на должность ректора Львовского университета.
В 1898 году награжден орденом Железной Короны III степени.